# Ordenação adaptativa
Um algoritmo de ordenação cai na família ordenação adaptativa, se tira vantagem da ordenação existente em sua entrada. Ele se beneficia do pré-ordenamento na seqüência de entrada - ou uma quantidade limitada de desordem para as diversas definições de medidas de desordem - e ordenação mais rápidamente. A ordenação adaptativa é normalmente realizada modificando-se os algoritmos de ordenação existentes.

## Motivação
Algoritmos de ordenação por comparação tem tradicionalmente tratado com a realização de um ideal de limite de O(n logn) quando se trata de complexidade de tempo. A ordenação adaptativa tira proveito da ordem existente da entrada para tentar e conseguir tempos melhores, de modo que o tempo gasto pelo algoritmo de classificação é uma função de crescimento suave do tamanho da seqüência e da desordem na seqüência. Em outras palavras, quanto mais a entrada é pré-ordenada, o mais rápido deve ser classificado.
Este é um algoritmo atraente porque sequências quase ordenadas são comuns na prática. Assim, o desempenho de algoritmos de ordenação existentes podem ser melhorados, tendo em conta a ordem existente na entrada.
Note que a maioria dos algoritmos de ordenação de pior caso que se comportam otimamente no pior caso, notavelmente o heap sort e o merge sort, não têm a ordem existente dentro de sua entrada em conta, apesar de essa deficiência ser facilmente corrigida no caso do merge sort, verificando se o último item a esquerda ≤ primeiro item a direita, caso em que uma operação de intercalação pode ser substituída por uma concatenação simples - uma alteração que está bem dentro do escopo de fazer uma algoritmo adaptativo.

## Exemplos
Um exemplo clássico de um algoritmo de ordenação adaptativo  é o Straight Insertion Sort. Neste algoritmo de ordenação, nós fazemos a varredura da entrada da esquerda para a direita, várias vezes encontrando a posição do item atual, e inserindo-o em um array de itens previamente classificados.
Em formato de pseudo-código, o algoritmo Straight Insertion Sort poderia ser algo como isto:
```
 
procedure
 
Straight Insertion Sort (X, n)
:
 
X[0]
 := − ∞;
 
for
 j := 2 
to
 n 
do

 
begin
 i := j − 1;
       t := 
X[j]
;
       
while
 t < 
X[i]
 
do

       
begin
 
X[i + 1]
 := 
X[i]
;
             i := i + 1
       
end
;
       
X[i + 1]
 := t;
 
end;
```

O desempenho deste algoritmo pode ser descrito em termos do número de inversões na entrada e, em seguida T(n) será aproximadamente igual a I(A) + (n - 1) , onde I(A) é o número de inversões. Usando essa medida de preordenamento - estar em relação ao número de inversões - o Straight Insertion Sort leva menos tempo para ordenar o quanto mais próximo estiver já ordenado.
Outros exemplos de algoritmos de ordenação adaptativa são Heap sort adaptativo e Merge-Sort adaptativo.  O algoritmo de Dijkstra, Smoothsort é uma variação sobre o heap-sort que é considerada também um algoritmo de ordenação adaptativo.
O timsort, usado em Python  como seu algoritmo de ordenação genérica, é adaptativo